# Собака на сене (фильм, 1960)
«Собака на сене» (порт. «O Cão do Jardineiro») — португальский чёрно-белый телефильм 1960 года режиссёра Артура Рамуш. Фильм снят по мотивам одноимённой пьесы Лопе де Вега.

## Сюжет
Теодоро, секретарь графини Дианы, вместе со своим товарищем Тристаном проникает в особняк на свидание со служанкой Марселой, однако о его визите узнает хозяйка и начинает ревновать. Оказывается, что она сама в него влюблена, однако служанка Марсела мешает ей преодолеть классовые предрассудки…

## В ролях
- Юнис Муньош — Diana
- Марио Перейра — Teodósio
- Коста Феррейра — Tristão
- Хорхе Суза Коста — Fábio
- Alberto Ghira — Octávio
- Изабель ди Кастру — Marcela
- Lourdes Lecena — Doroteia
- Эльвира Велез — Assumpta
- Pisany Burnay — Ricardo
- Карлос Гонсалвес — Frederico